# NGC 7502
NGC 7502 – gwiazda podwójna (czasem błędnie uznawana za potrójną) znajdująca się w gwiazdozbiorze Wodnika. Skatalogował ją Frank Muller w 1886 roku jako obiekt typu „mgławicowego”, choć nie wykluczył, że jest to słaba gwiazda podwójna.